# オッツベルク
オッツベルク (ドイツ語: Otzberg) はドイツ連邦共和国ヘッセン州ダルムシュタット＝ディーブルク郡に属す町村（以下、本項では便宜上「町」と記述する）。オーデンヴァルト内に位置している。この町は、1972年にかつての6つの自治体が合併して成立した。この町に属すすべての地区は、頂上にオッツベルク要塞を戴くオッツベルク山の周辺に位置しており、町の名オッツベルクは、この山の名前から採られた。

## 地理

### 位置
オッツベルクの町は、ヘッセン州南部のオーデンヴァルト北部からディーブルク盆地に至る地域に位置している。オッツベルク山は海抜130mから200mの地域にある標高367mの死火山で、山頂にオッツベルク要塞があり、このため北オーデンヴァルトのランドマークになっている。
オッツベルク要塞からは、天気の良い日にはフランクフルト・アム・マインやタウヌス山地付近の眺望を楽しむことができる。

### 市域の広がり
オッツベルクの面積は41.95km2で、ダルムシュタット＝ディーブルク郡で最も広い町村の一つである。市域の幅はおよそ8kmから9.2kmである。

### 隣接する市町村
オッツベルクは、北と東はグロース＝ウムシュタット、南はヘーヒスト・イム・オーデンヴァルトおよびブレンスバッハ（ともにオーデンヴァルト郡）、西はラインハイムとグロース＝ツィンメルンと境を接している。

### 自治体の構成
この町は、ハービッツハイム地区、ヘーリング地区、レングフェルト地区（この地区に行政施設がある。ツィプフェン集落を含む）、ニーダー＝クリンゲン地区、オーバー＝クリンゲン地区、オーバー＝ナウゼス地区（シュロス＝ナウゼスを含む）からなる。
総面積約42km2のうち、4%が住宅地、5.6%が交通用地、64.5%が放牧および耕作地、24.7%が森林、0.6%が水域、0.7%がその他となっている。

## 歴史
オッツベルク周辺の入植は新石器時代（紀元前5500年から2500年頃）にまで遡る。これは入植地の発掘により証明されている。紀元前500年頃の住民はケルト人であった。
ローマ人もオッツベルク周辺に定住した。彼らはこの地に残った様々なゲルマン部族とともに暮らしていた。彼らは西暦260年頃までこの地域を支配した。
その後、オッツベルクはカロリング朝の王領である villa autmundistat mit Zubehör （autmundistatはウムシュタット、現在のグロース＝ウムシュタットにあたる）に属したが、766年にピピン3世は「Zubehörとともに」これをフルダ帝国修道院に寄贈した。おそらくライン宮中伯コンラートの時代にはすでにオーデンヴァルト北部のフルダ修道院領の代官権は彼が獲得していた。確かなことは、1214年にウムシュタットやヘーヒストに及ぶフルダ修道院領の上級代官権をライン宮中伯が獲得したということである。オッツベルク地域は、結局、1390年にライン宮中伯ルプレヒト2世の領土となった。
1504年にオーバーアムト・オッツベルクはヘッセン方伯ヴィルヘルム2世のものとなった。彼はこのアムトを軍事力で占領したのである。彼は2万の歩兵と2万の騎兵を率いて南ヘッセンに侵攻し、ヒッペンハイムとヴェヒターシュトバッハ（現在はともに廃村）を完全に破壊し尽くし、オッツベルク周辺の他の村も容赦なく破壊した。だが早くも1507年にはこのオーバーアムトはプファルツ領に戻された。1626年、皇帝フェルディナント2世はこのオーバーアムトをヘッセン＝ダルムシュタット方伯ルートヴィヒ5世に与えた。三十年戦争の終わりまでレングフェルトはヘッセン領に留まった。ヴェストファーレン条約は新しいプファルツ選帝侯カール1世ルートヴィヒに旧領の所有権を与えた。オーバーアムト・オッツベルクは1803年までプファルツ領に留まったが、帝国代表者会議主要決議によりライン川右岸地区はヘッセン＝ダルムシュタット方伯領となった。
1972年にオッツベルク周辺の町村が、レングフェルトを行政中心とする大規模な自治体オッツベルクとして合併した。オッツベルクの町は合併以後多くの住宅地が設けられ、その範囲が広がり、産業地域が形成され、オッツベルク周辺は金銭的に改善されていった。

### 各地区の初出記録

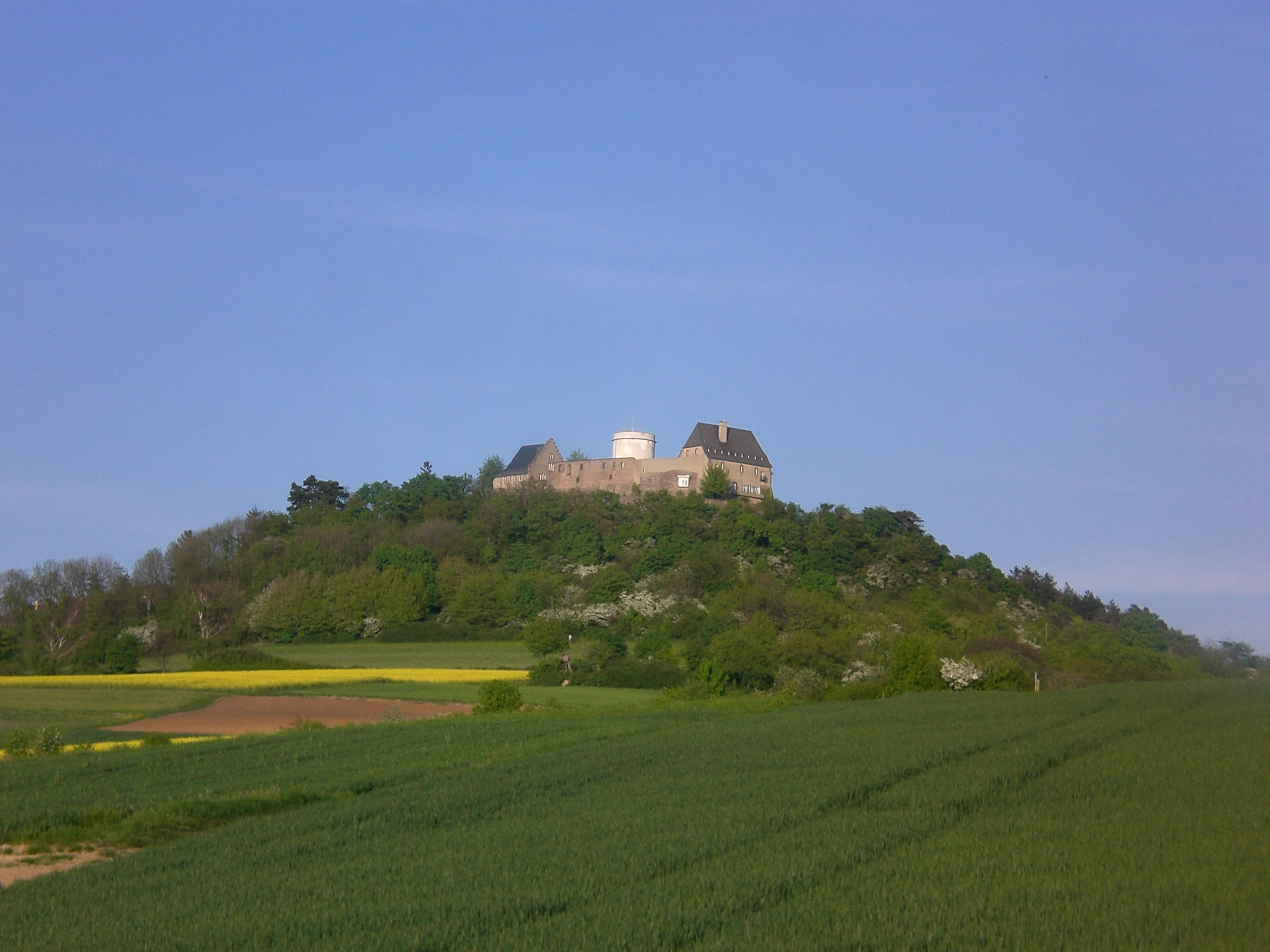
オッツベルク要塞

オッツベルク周辺の村が初めて登場するのは13世紀、最初はオッツベルク要塞で1231年にOthesbergとして記録されている。オッツベルク要塞の役人の1244年の記録にレングフェルトも登場する。1261年にはクリンゲンがClingenとして記録されているが、これがニーダー＝クリンゲンなのかオーバー＝クリンゲンなのかは明らかでない。1357年に初めてニーダー＝クリンゲン (Nydern Clingen) とオーバー＝クリンゲン (Obern Clingen) が識別されている。ハービッツハイムは1262年にHabuthisheimとして初めて記録されている。1322年にはヘーリングがsuburbium castri Oetsperg（オッツベルク要塞の麓の街）として初めて記録されている。ナウゼスは、11世紀にすでにNyuusazeという名で記録が遺されている。オーバー＝ナウゼスはObern-Nauwesesteとして1357年に、シュロス＝ナウゼスはdaz Sloßlin Nuwsesとして1471年に、それぞれ初めて記録されている。オッツベルク内の最も新しい集落はツィプフェンで、1784年にZipfと記録されている。

### 宗教
オッツベルクには8つのキリスト教教会がある。このうち3つがカトリック教会、5つがプロテスタント教会である。

オッツベルクの8つの教会
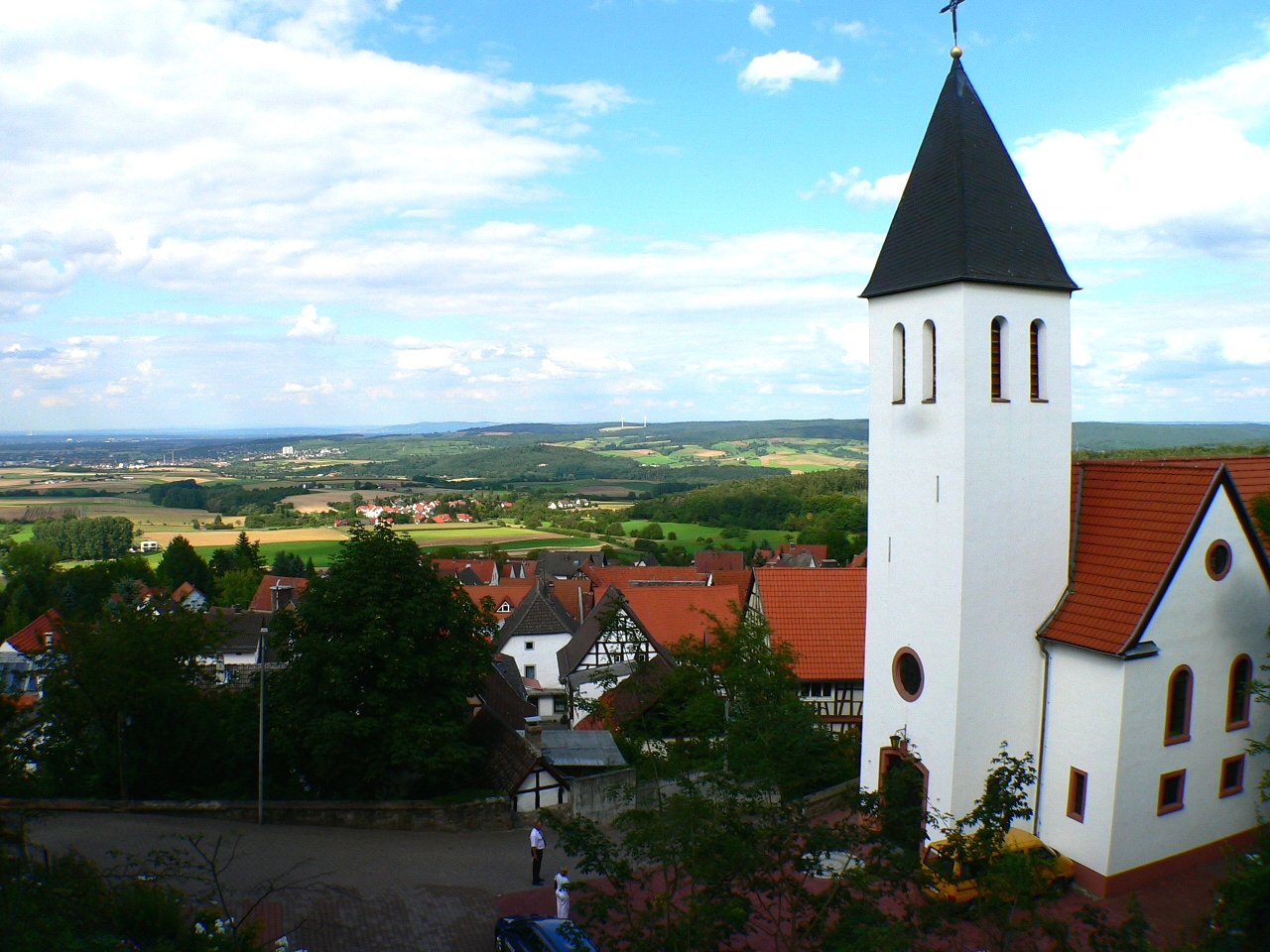
ヘーリングのカトリック教会
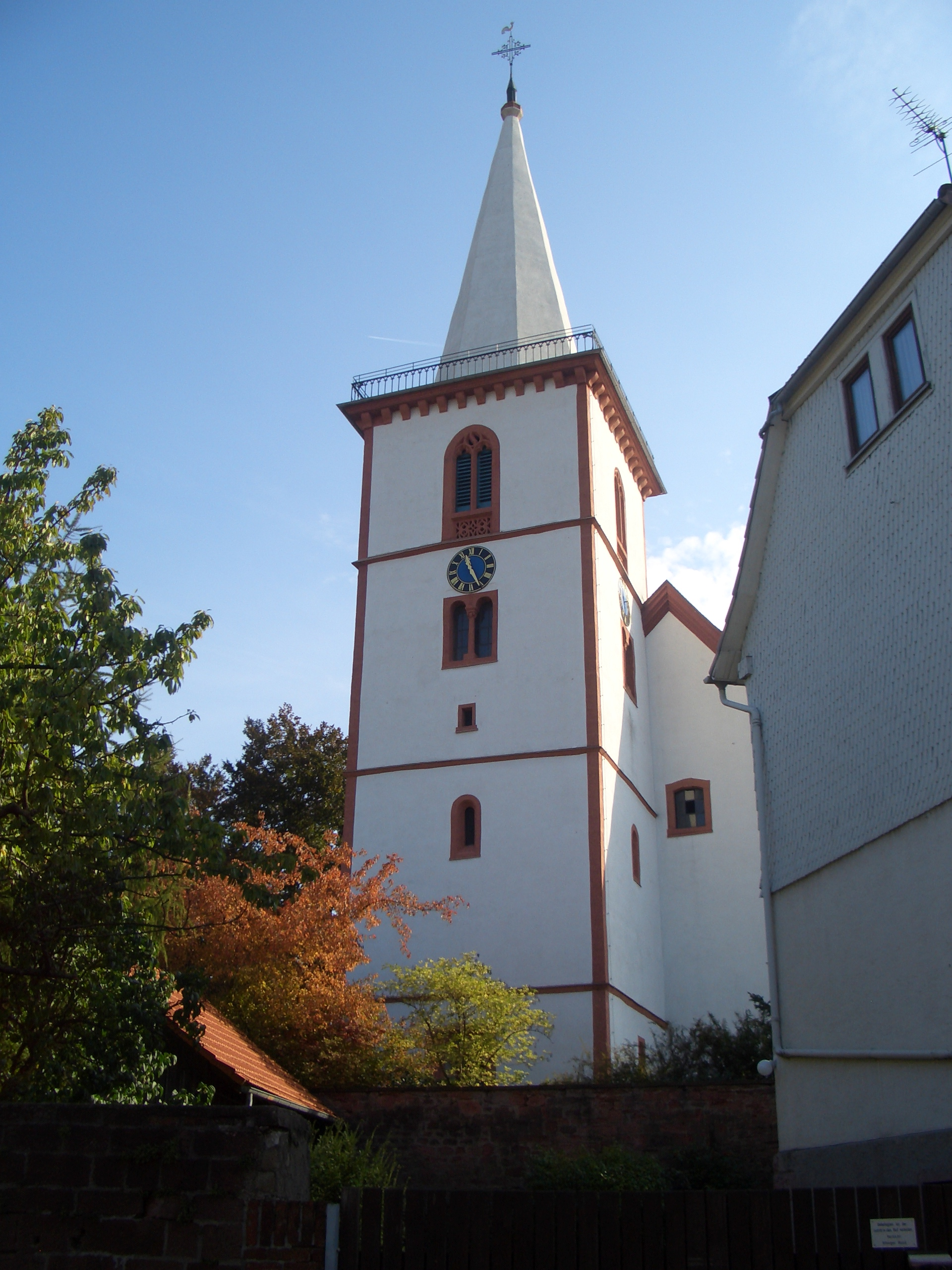
レングフェルトのプロテスタント教会
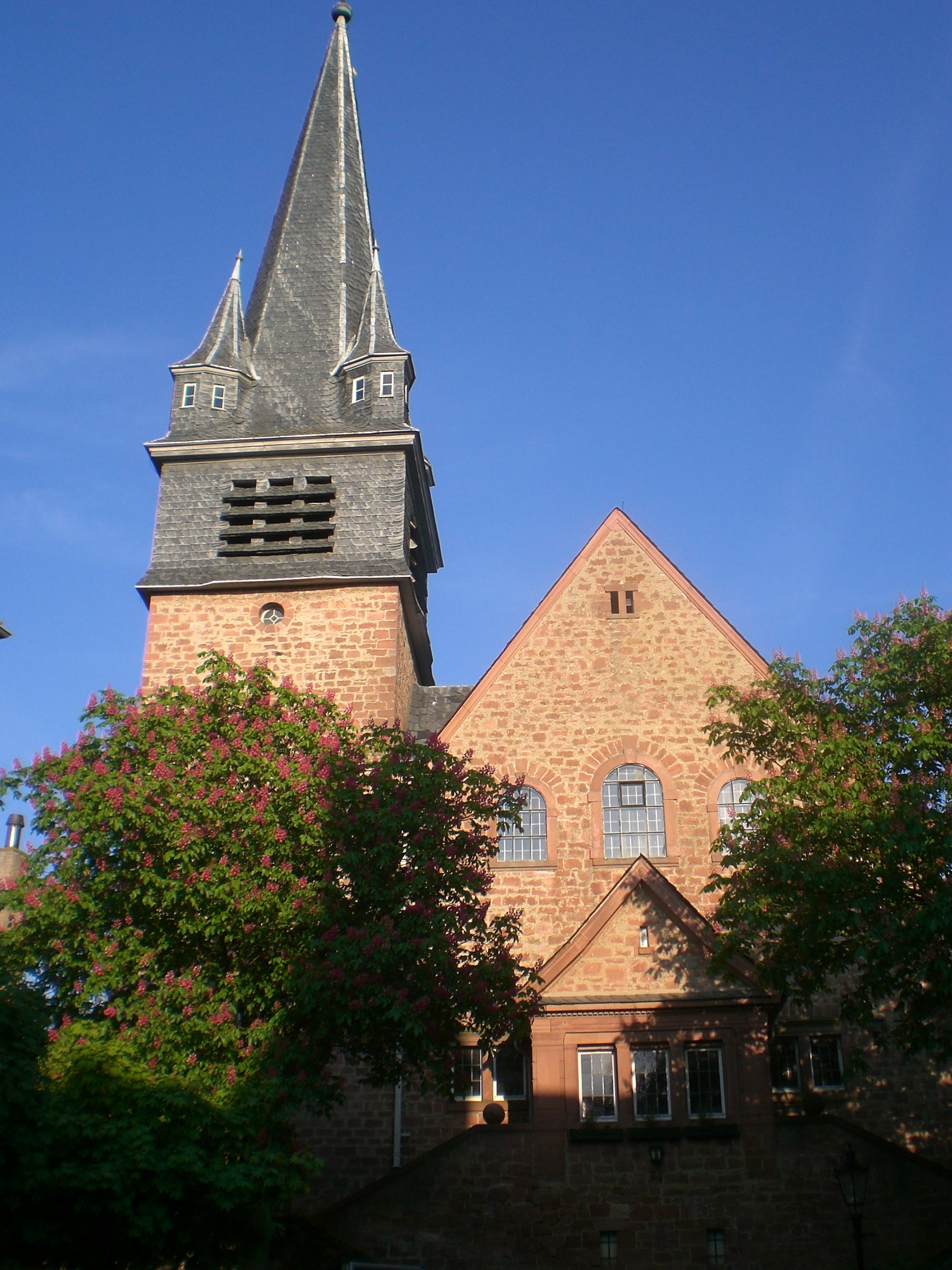
ニーダー＝クリンゲンのプロテスタント教会

### 町村合併
ヘッセン州は1969年から検討していた郡と市町村の新設を1970年に決定した。代議士は、該当する住民の間にある抵抗をきちんとした説明と住民の興味をひく提案で解消すべきだとわかっていた。1971年末までに合併に同意した自治体には1980年まで交付金を増額することを提案した。
現在オッツベルクの各地区を構成している6つの自治体の他、最初はヴィーベルスバッハの代表者も交渉のテーブルについていた。議論が進行するにつれ、住民投票の結果、ヴィースバッハはグロース＝ウムシュタットへの合併に傾斜していった。
1971年5月にはすでに、町村合併委員会オルツグルッペ・レングフェルトは、境界修正協定に合意した。そして1971年12月31日に旧町村のハービッツハイム、ヘーリング、ツィプフェンを含むレングフェルト、ニーダー＝クリンゲン、オーバー＝クリンゲン、シュロス＝ナウゼスを含むオーバー＝ナウゼスが合併した。

### 人口推移
| 時点           | 人口（人） | 時点           | 人口（人） |
| -------------- | ---------- | -------------- | ---------- |
| 1971年12月31日 | 5,516      | 1990年12月31日 | 6,414      |
| 1975年12月31日 | 5,596      | 1995年12月31日 | 6,687      |
| 1980年12月31日 | 5,633      | 2000年12月31日 | 6,684      |
| 1985年12月31日 | 6,130      | 2005年12月31日 | 6,940      |

以下の表は、オッツベルクの人口推移を示す。
2006年6月31日現在の総人口は6,936人、約2,885戸である。
地区ごとの内訳は、
- ツィプフェンを含むレングフェルト 2,304人
- ハービッツハイム 1,526人
- ヘーリング 1,025人
- オーバー＝クリンゲン 994人
- ニーダー＝クリンゲン 834人
- シュロス＝ナウゼスを含むオーバー＝ナウゼス 250人

である。

## 行政

### 議会
オッツベルクの議会は31議席からなる。

### 首長
- 1972年 - 1973年 ヨハネス・ザウル、一時的に委託を受け任命を受けた。
- 1973年 - 1989年 カール＝ハインツ・レオンハルト (CDU)
- 1989年 - 2000年 ラインハルト・ミュラー (CDU) 2000年に在職中に死亡
- 2000年 - 2001年 ヴェーラ・バイアー（ミュラー町長死亡を承けて、第1副町長として町長職を引き継いだ）
- 2001年 - 2013年 カール・オーレミュラー (CDU)
- 2013年 - マティアス・ヴェーバー（無所属）

### 紋章
青地と赤地の上に二重の環状壁で囲まれたベルクフリート（主塔）、それに重ねて小さい盾型。小盾にはプファルツ領を示す青と白の菱形模様と黄色地に「O」の文字。

### 友好都市
- Lencloître（フランス、ヴィエンヌ県）1983年
- ランゲンヴァイスバッハ（ドイツ、ザクセン州）1990年

## 文化と見所

### 博物館
- 玩具博物館はレングフェルトの旧役所にある。毎月第1日曜日に開館している。
- ヘッセン民俗学博物館 - オッツベルク要塞にあるオッツベルク博物館は慎ましい人々の生活を思い起こさせる。
- 旧鍛冶場はレングフェルトにある。訪問するには予め訪問予定日時を取り決める必要がある。

### 建築

#### オッツベルク要塞

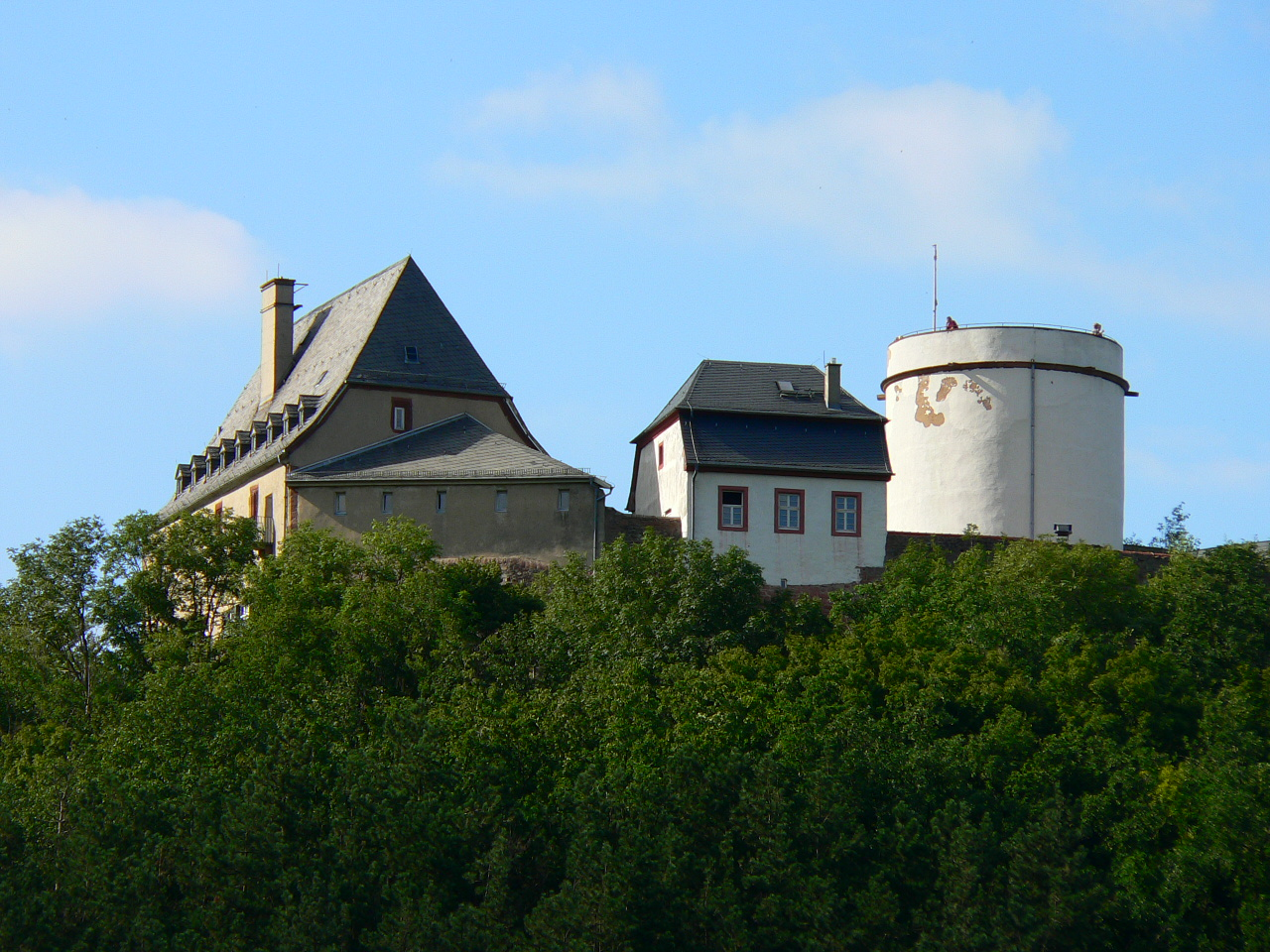
オッツベルク要塞

オッツベルク要塞は、標高368mの同名の山の頂上に建っている。
castrum Othesbergは1231年に初めて文献に記録された。この要塞は12世紀末または13世紀初めに建設された。
要塞の姿は、16世紀に建設された楕円形の二重の環状壁、ロマネスク建築を起源とするベルクフリート（主塔）に特徴がある。この要塞の性格は、大砲が採用されて以後の時代のもので、塔がまったくない等の点が典型的な特徴である。

#### シュロス＝ナウゼスの水城
シュロス＝ナウゼスの水城はオッツベルク南東の渓谷に建つ。ナウゼス城は元々水城として建設されたのだが、防衛施設や濠はもう見られない。本館（領主館）と楼門だけが遺されている。現存する附属建造物は19世紀および20世紀に建設されたものである。

#### レングフェルトの旧役所

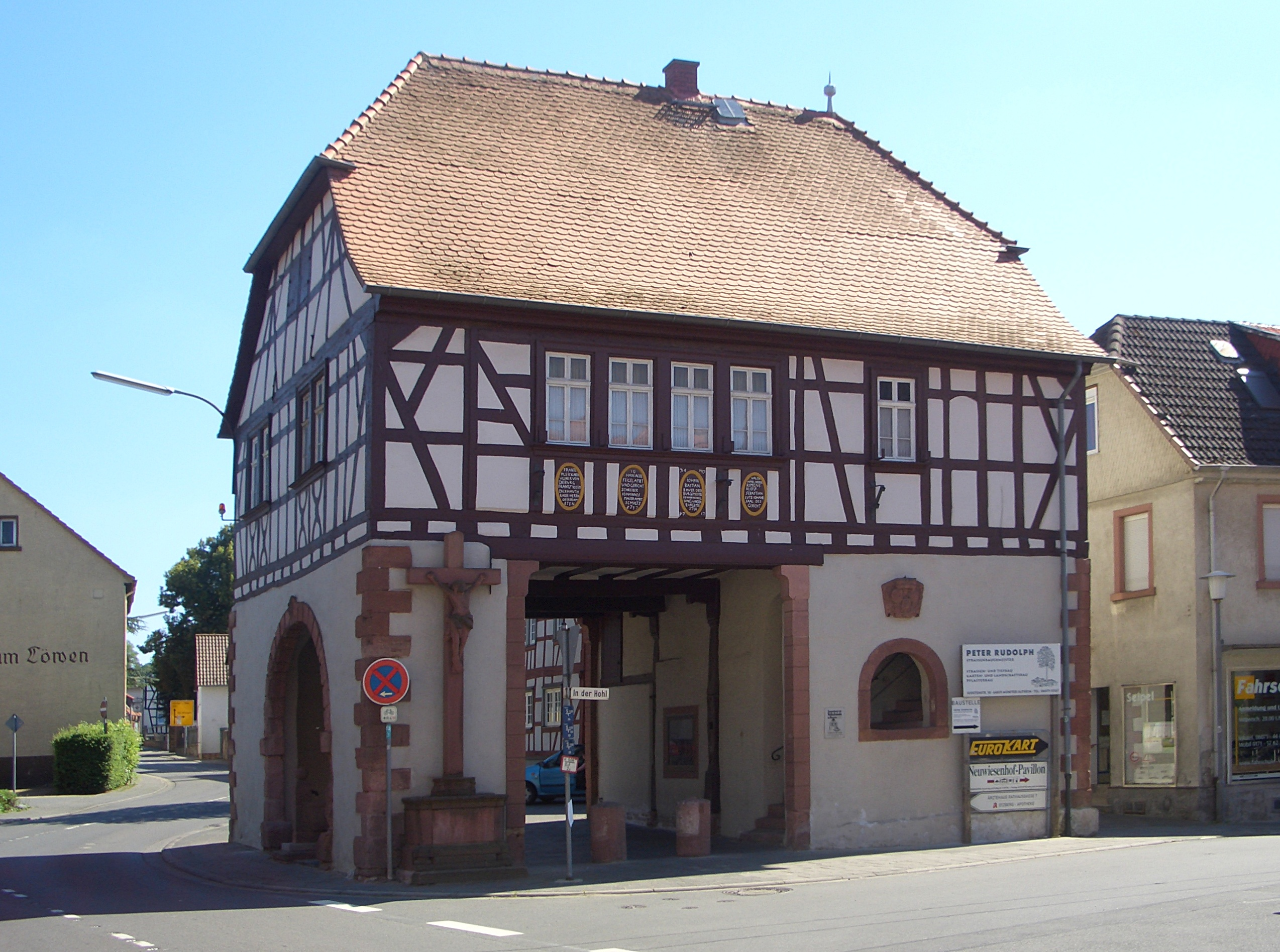
レングフェルトの旧役所

街道の真ん中に建つ旧役所は、1717年に建設され、町長のヨハン・バシュティアン・バウアーによって落成式が執り行われた。この役場は1905年以降保護文化財に指定されている。この建物は3階建てで、半切妻屋根の下は大きな屋根裏部屋になっている。1階は砂岩の切石を積み上げた堅牢なに仕上げられている。上階は木組み建築の工法で造られている。1階には南北方向に通り抜けが設けられている。1973年まで往来は役所を通り抜けていたのだが、その後役所を迂回する道路が初めて造られた。1974年からヘッセン民俗芸術博物館がこの建物を利用していたが、1984年からはオッツベルク博物館の一部門である玩具博物館が利用している。

#### ブンデンミューレ
18世紀の終わり頃にレングフェルトの外れ0.5kmほどに建てられた「ブンデンミューレ」は、1983年から1993年の間、第2ドイツテレビのテレビシリーズ「Diese Drombuschs」の撮影に使われた。この水車小屋の住居部分はすっかり老朽化した。

#### その他の建造物

ニーダー＝クリンゲンの旧役場

- ニーダー＝クリンゲンの旧役場
- ヘーリングのブルクマンネンハウス
- ハービッツハイムの水城
- ヘーリングのカトリック教会
- レングフェルトのプロテスタント教会

### 自然文化財
- ニーダー＝クリンゲン地区のフリーデンスリンデ（「平和のボダイジュ」1871年頃のナツボダイジュの木）
- ヘーリングの玄武岩の柱状節理がある石切場
- オッツベルク近郊の霞石玄武岩でできたピン状の岩

レングフェルトおよびニーダー＝クリンゲンのクーグラーベンやオーバー＝クリンゲンのカルゲンヘレ、クートレンケ、モルトカウテ、グリースブッシュ、ガウルスグレーベン、ハルデ、フェルスヴィーゼ・アム・カルクオーフェンといった洞穴はいずれも自然文化財に指定されている。

### 公園とレクリエーション施設
ヴァルトシュピールプラッツ・ヘーリング（ヘーリング森の遊園地）は家族や子供の行楽地である。この広場は、木製の遊具やティピーに似た小屋があることから地元の人はインディアンシュピールプラッツ（インディアン遊園地）と呼んでいる。ここにはグリル広場もある。
上述のクーグラーベンは、1975年以降ニーダー＝クリンゲンのサークルに人気のグリルフェスタの会場となっている。
ユンカーヴァルト青年テント広場には小川が流れ、子供や若者達に自然に密着した休日の過ごし方を提供している。
ヘーリング地区にはミニゴルフ場があり若者や老人に大変に人気がある。このミニゴルフ場は、オッツベルク山の麓にある。

### 年中行事
- ヘーリング地区およびオッツベルク要塞で開催されるイースター市とクリスマス市
- 毎年9月に開催されるオッツベルクのサマーコンサート。若い演奏者の室内楽演奏がオッツベルク要塞で行われる。
- 3年ごとにすべての地区を挙げて開催されるオッツベルク週間

## 経済と社会資本
オッツベルクには2004年現在628人の被雇用者がいる。そのほとんどが製造業および商業、観光業、交通運輸、あるいは公的・私的なサービス業に従事している。農業の被雇用者はわずか5.7%である。同じく2004年現在、オッツベルクには229社の企業がある。
オッツベルクは、レングフェルトに広さ15万m2の産業地域を有している。

### 地元企業
産業地域では、TNT（輸送・流通業者）が広さ4万3000m2の敷地を占める。ここでは、ピレリやメッツラーの製品が在庫・発送されている。
専門家の世界では有名なアドルフ・ノイベルトの企業「ユーロカート」もある。この企業はレーシングカートやそのパーツを供給する会社である。ミハエル・シューマッハ、シュテファン・ベロフ、ベルント・シュナイダー、ティモ・グロックといったモータースポーツのビッグネームがこの会社の製品を用い、モータースポーツにおける最初の経験を積んでいったのである。
この他、現在オッツベルクでは中小企業や農業の企業が主である。

### 交通
- オーデンヴァルト鉄道（フランクフルト・アム・マイン / ダルムシュタット - エアバッハ - エーバーバッハ）の駅。
- グロース＝ウムシュタットおよびヘーヒスト方面へのバス路線K64系統および678系統。
- 町内を連邦道B426号線が、近くをB45号線が走っている。
- フランクフルト空港へは車で約50分の距離にある。
- アウトバーン A3号線、A5号線、A67号線、A66号線へ素早く簡単にアクセスすることができる。

### メディア
この町では週刊新聞「オッツベルク＝ボーテ」が普及している（毎週木曜日刊行）。この新聞には町や地区の報告の他、サークル活動や各種行事のお知らせも掲載される。また、オッツベルク町が発行する広報紙もある。
また、ダルムシュタッター・エコーの地方版が不定期に刊行されている。

### 教育
この町には、基礎課程学校、本課程学校、実科学校がある。

## 人物

### ゆかりの人物
- カール・エルンスト・クノット（1856年 - 1917年）詩人。オーバー＝クリンゲンの牧師を務めた。
- ゲルト・J.グライン（1944年 - ）ヘッセンの民俗学者。オッツベルク博物館館長。
- ミハエル・シューマッハ（1969年 - ）F1レーサー。彼はオッツベルクで自動車メカニックとしての修行を積み、この地で自動車整備工となった。彼はレングフェルトのカート・チームを指導し、いくつかのタイトル（ジュニア世界選手権準優勝、ヨーロッパマスタ）を獲得している。

## 引用
1. ↑  Hessisches Statistisches Landesamt: Bevölkerung in Hessen am 31.12.2023 (Landkreise, kreisfreie Städte und Gemeinden, Einwohnerzahlen auf Grundlage des Zensus 2011)]
2. ↑  2005年のオッツベルク町による土地利用調査
3. ↑  1803年2月25日 帝国代表者会議主要決議 第7条
4. ↑  ライン、マイン、ネッカー、イッター地方の地名
5. ↑  オッツベルク町の統計
6. ↑  „Diese Drombuschs“シリーズのロケ地
7. ↑  TNTロジスティクス広報2006
8. ↑  ユーロカート社年報